# クィーンズ 長安、後宮の乱
『クィーンズ 長安、後宮の乱』（ちょうあんこうきゅうのらん、原題：母儀天下）は、2008年の中国のテレビドラマ。全33話。

## 概要
前漢王朝の繁栄の時代から新王朝による簒奪までを、皇后、太皇太后として生きた王政君の物語。
レギュラー出演者にビクター・ホァン等、中華圏のスターを複数起用している。
主題歌の『在水一方』のテクストは『詩経・蒹葭』による。

## あらすじ
前漢王朝中興の英主・宣帝の皇后、許平君が出産の際、女医が用意した薬を飲んで死んでしまう。これは当時の実力者だった霍光の妻が、自分の娘を皇后にする為に画策したものだった。
皇后暗殺の罪で霍氏に縁のある十数万人が処刑された。
霍氏一族処刑の十年後、漢宣帝・五鳳元年。五人の美女が新しい家人子（下級女官）として、皇帝の妃達が住む後宮に上がる。その中に、後の皇后となる王政君、匈奴に献上される事となる王昭君がいた。

## スタッフ
- 監督：ホアン・ジェンチョン（中国語版）
- 脚本：チャン・キウイン（中国語版）
- 撮影：イェン・シャオマン
- 美術：カン・ヘイモウ
- 音楽：スー・シュヤ

## 主題歌
- 在水一方（エンディング）[1]

作曲：許舒雅、歌：曹芙嘉

## 登場人物・出演者
| 登場人物       | 出演者             |
| -------------- | ------------------ |
| 王政君         | ユアン・リー       |
| 傅瑤           | サン・イエホン     |
| 馮媛           | スン・シー         |
| 王昭君         | バイ・チンリン     |
| 李元児         | シー・シャオシュン |
| 蕭育           | ビクター・ホァン   |
| 劉奭（元帝）   | ウー・チュン       |
| 司馬良娣       | 張媛儀             |
| 上官皇太后     | 謝芳               |
| 王皇后         | 趙静               |
| 張婕妤         | 楊潞               |
| 公孫夫人       | グオ・レイ         |
| 劉驁（成帝）   | レン・トンリン     |
| 劉康           | チャン・ディ       |
| 許娥           | レン・シューメイ   |
| 班恬           | 田野               |
| 趙宜主（飛燕） | トン・リーヤー     |
| 趙合徳         | グオ・チェンニー   |

## 各話タイトル
| 話数              | タイトル         |
| ----------------- | ---------------- |
| 第1話             | 母の苦しみ       |
| 第2話             | 絶望に満ちた運命 |
| 第3話             | 運命の悪戯       |
| 第4話             | 冤罪             |
| 第5話             | 生きる望み       |
| 第6話             | 叶わぬ恋心       |
| 第7話             | 愛情のかけら     |
| 第8話             | 皇太子の選択     |
| 第9話             | 心の痛み         |
| 第10話            | 女の執念         |
| 第11話            | 賭けの代償       |
| 第12話            | いばらの道       |
| 第13話            | 母親として       |
| 第14話            | 骨肉の争い       |
| 第15話            | 和解と誤解       |
| 第16話            | 未来の皇帝       |
| 第17話            | 許されざる初恋   |
| 第18話            | 終わりと始まり   |
| 第19話            | 残された道       |
| 第20話            | 姉妹の定め       |
| 第21話            | 恩愛の絆         |
| 第22話            | 完璧な布石       |
| 第23話            | 女の戦い         |
| 第24話            | 浅はかな行動     |
| 第25話            | 皇帝の座         |
| 第26話            | 断ち切れぬ思い   |
| 第27話            | 不貞             |
| 第28話            | 母の宿願         |
| 第29話            | 虚偽の行為       |
| 第30話            | 信じる心         |
| 第31話            | 絶望の刃         |
| 第32話            | 生きる意義       |
| 第33話 （最終集） | 頂点の先に       |

## DVD
- 日本版 『クィーンズ 長安、後宮の乱』DVD-BOX計3組

発売元：カルチュア・パブリッシャーズ、販売元：エスピーオー、2009年10-12月リリース